# L'Homme à la peau de bique (novela)
L'Homme à la peau de bique (en español El hombre con la piel de cabra) es una novela de Maurice Leblanc, publicada primeramente en mayo de 1927 en « Amour selon des romanciers français » (volumen in-12) por la editorial Baudinière. Ésta es la primera de cuatro novelas del mencionado escritor, y que precede L'Agence Barnett et Cie.

## Trama
Un domingo, a la salida de la iglesia, los habitantes de Saint-Nicolas vieron llegar a un automóvil, una limusina descubierta y a toda carrera, que no impacta en la gente sino que prosigue su marcha perdiéndose en zigzag en dirección del bosque de Morgues.
Algunos de los presentes tuvieron tiempo de mirar al conductor, un hombre, con un gorro de piel y con anchas gafas de piloto, sentado sobre un banquito recubierto de piel de cabra, junto a quien gemía una mujer boca abajo y con la cabeza ensangrentada.
Debido a estas especiales circunstancias, se le siguió la pista al vehículo, y a poco se lo encontró volcado en una curva, con el cuerpo de la mujer con la cabeza reventada bajo una piedra. Y ningún rastro del conductor, y tampoco chapa en el vehículo.
Supimos más tarde que en la víspera, una limusina similar, con las ventanillas bajas, había sido vista con una pareja, a trescientos kilómetros de allí.
Pero pronto, a dieciocho kilómetros de Saint-Nicolas, entre los espinos y las chircas, un pastor descubrió el cadáver de un hombre en putrefacción, con la cabeza también hecha papilla, y con nada que permitiera identificarlo.
El misterio se espesó, y la policía y la prensa especularon con diversas hipótesis. Un periódico que afirmó que el mismo Arsenio Lupin podría fracasar en este caso, recibió un extraño telegrama que se terminaba así: « Le drame de Saint-Nicolas est un mystère pour enfant en nourrice. Signé: Arsène Lupin »… (en español « El drama de Saint-Nicolas es un misterio propio como para un niño con nodriza. Firmado: Arsene Lupin »…).